# Tare (masse)
Pour les articles homonymes, voir Tare.

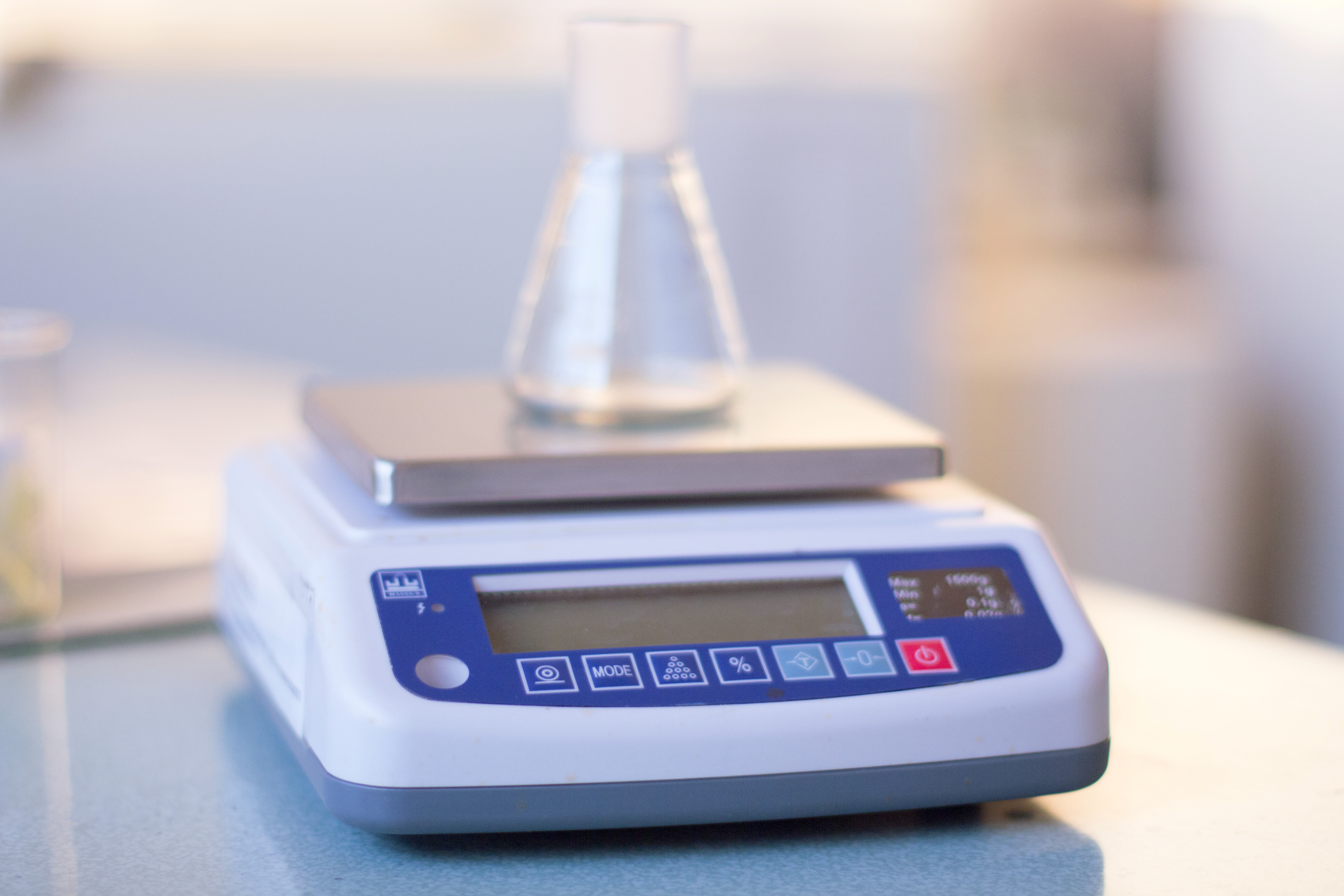
Dans le cas d'une mesure de masse, la tare est la masse du récipient, et la masse du contenu est le poids net.

Une Tare, de l'arabe ṭarḥ, (« طرح », « rejet »; « soustraction », « déduction » ou « défaut ») est la masse que l'on doit soustraire à la masse totale pour connaître la masse utile ; par exemple la masse d'un récipient, la masse d'un véhicule.

## Dans les transports
Dans le domaine du transport, la tare est le poids à vide (ou masse à vide) plus le carburant, d'un véhicule ou d'une unité de transport intermodal. Le poids total du véhicule s'obtient en additionnant à la tare la charge utile (voyageurs ou marchandises). Généralement, en transport de voyageurs, le rapport charge utile/tare est relativement faible (parfois inférieur à 1), alors qu'en transport de marchandises, on cherche souvent à l'optimiser (très supérieur à 1) pour améliorer la productivité du transport, spécialement de produits pondéreux.
Dans le cadre de la réglementation routière, le poids à vide inclut, outre la tare proprement dite, le poids des fluides contenus dans les réservoirs (carburant, huile, liquide de refroidissement) ainsi que tous les agrès ou équipements nécessaires pour maintenir le véhicule en ordre de marche.

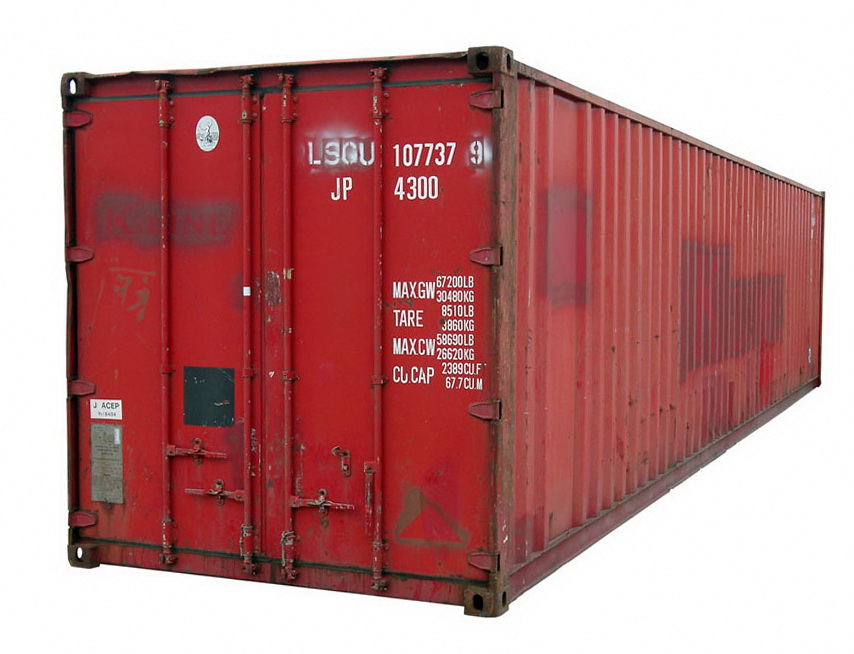
Un container indiquant une tare de 8 510 lb soit 3 860 kg.
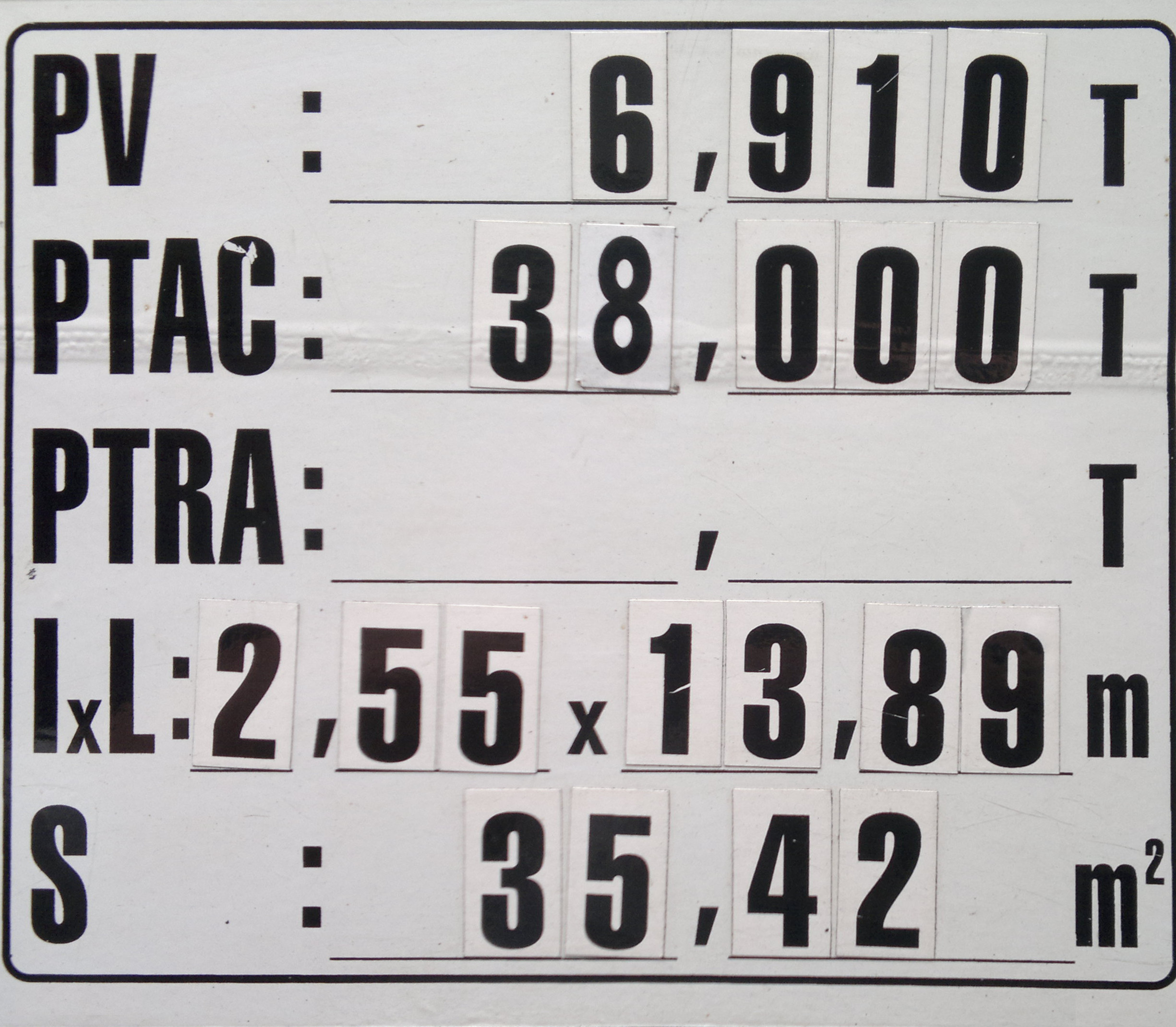
Une plaque d'un camion indiquant un poids à vide de 6,91 tonnes.